# Бурашевское сельское поселение (Кировская область)
Бураше́вское се́льское поселе́ние  — муниципальное образование в составе Кильмезского района Кировской области России.
Центр — деревня Бураши.

## История
Бурашевское сельское поселение образовано 1 января 2006 года согласно Закону Кировской области от 07.12.2004 № 284-ЗО.

## Население
| 2010 | 2012 | 2013 | 2014 | 2015 | 2016 | 2017 |
| ---- | ---- | ---- | ---- | ---- | ---- | ---- |
| 345  | ↘310 | ↘288 | ↘275 | ↘252 | ↘246 | ↘241 |
| 2018 | 2019 | 2020 | 2021 |      |      |      |
| ↘223 | ↘199 | ↘184 | ↘143 |      |      |      |

## Состав
В состав поселения входят 2 населённых пункта (население, 2010):
- деревня Бураши — 303 чел.;
- деревня Маслы — 42 чел.